# Curral das Freiras
Curral das Freiras est une freguesia portugaise située dans la ville de Câmara de Lobos, dans la région autonome de Madère.
Avec une superficie de 25,07 km2 et une population de 1 673 habitants (2001), la paroisse possède une densité de 66,7 hab/km2.
La localité se trouve dans une vallée nord-sud au cœur du massif montagneux de l'île. Elle est l'un des accès par chemin de montagne au Pico Ruivo, le sommet de l'île.

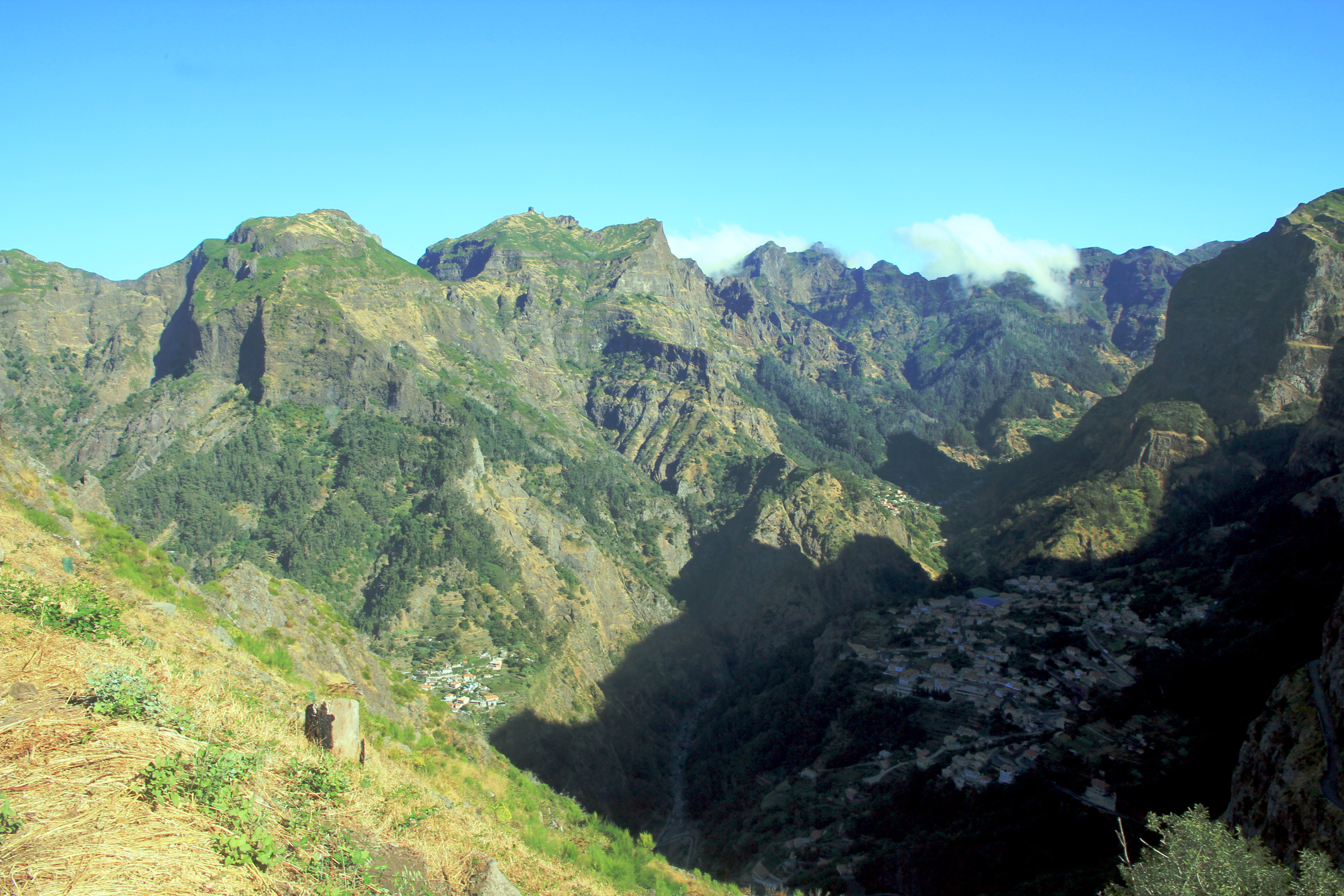
Curral das Freiras

## Histoire

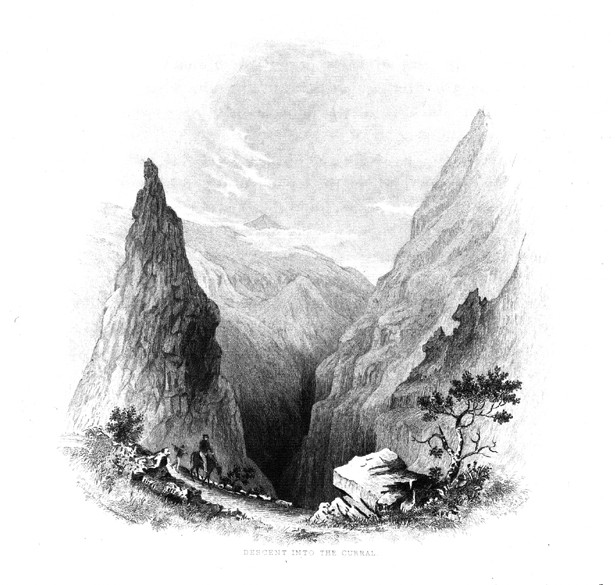
Descente vers Curral das Freiras (Descent into the Curral das Freiras) - gravure de Charles Wilkes (1798-1877)

À l'origine, l'accès à la vallée était difficile et le passage seulement effectué par des bergers semi-nomades ainsi que par des esclaves qui avaient obtenu leur émancipation ou cherchaient au contraire à échapper à leur servitude. Ce sont eux qui construisirent les premières habitations, jusqu'à ce qu'un petit hameau finisse par se développer à la fin du XVe siècle. Des résidents plus permanents ont ensuite commencer à s'installer dans la vallée, la région restant toutefois peu développée.
Le village faisait partie du territoire administré par João Gonçalves Zarco qui en confia aux alentours de 1462 l'usage à João Ferreira et à sa femme Branca Dias . Ceux-ci transmirent ensuite les terres à leur petite-fille Branca Teixeira en 1474. Dans les premiers temps de la colonisation, la vallée était principalement un lieu de pâturage pour les moutons et les chèvres que l'on désignait sous le toponyme de Curral da Serra. Curral est le terme portugais pour corral (« enclos à animaux d’élevage ») tandis que serra signifie « montagne ». 
En 1480, le territoire fut vendu au capitaine-donataire João Gonçalves da Câmara, le fils de Zarco. Entre 1492 et 1497, celui-ci en fit don au Couvent de Santa Clara dans lequel vivaient ses filles Elvira et Joana. C'est au cours de cette période que selon certains auteurs le lieu prit son nom actuel de Curral das Freiras (« Couvent des Nonnes »). Pour d'autres, le toponyme aurait changé en 1566 lorsqu'à la suite d'attaques de corsaires français sur Funchal les nonnes du couvent vinrent se réfugier dans la vallée.
Curral das Freiras faisait initialement partie de la paroisse de Santo António. Toutefois, en raison de son isolement vis-à-vis du siège ecclésiastique, la paroisse de Curral das Freiras fut instituée en 1780.

## Références

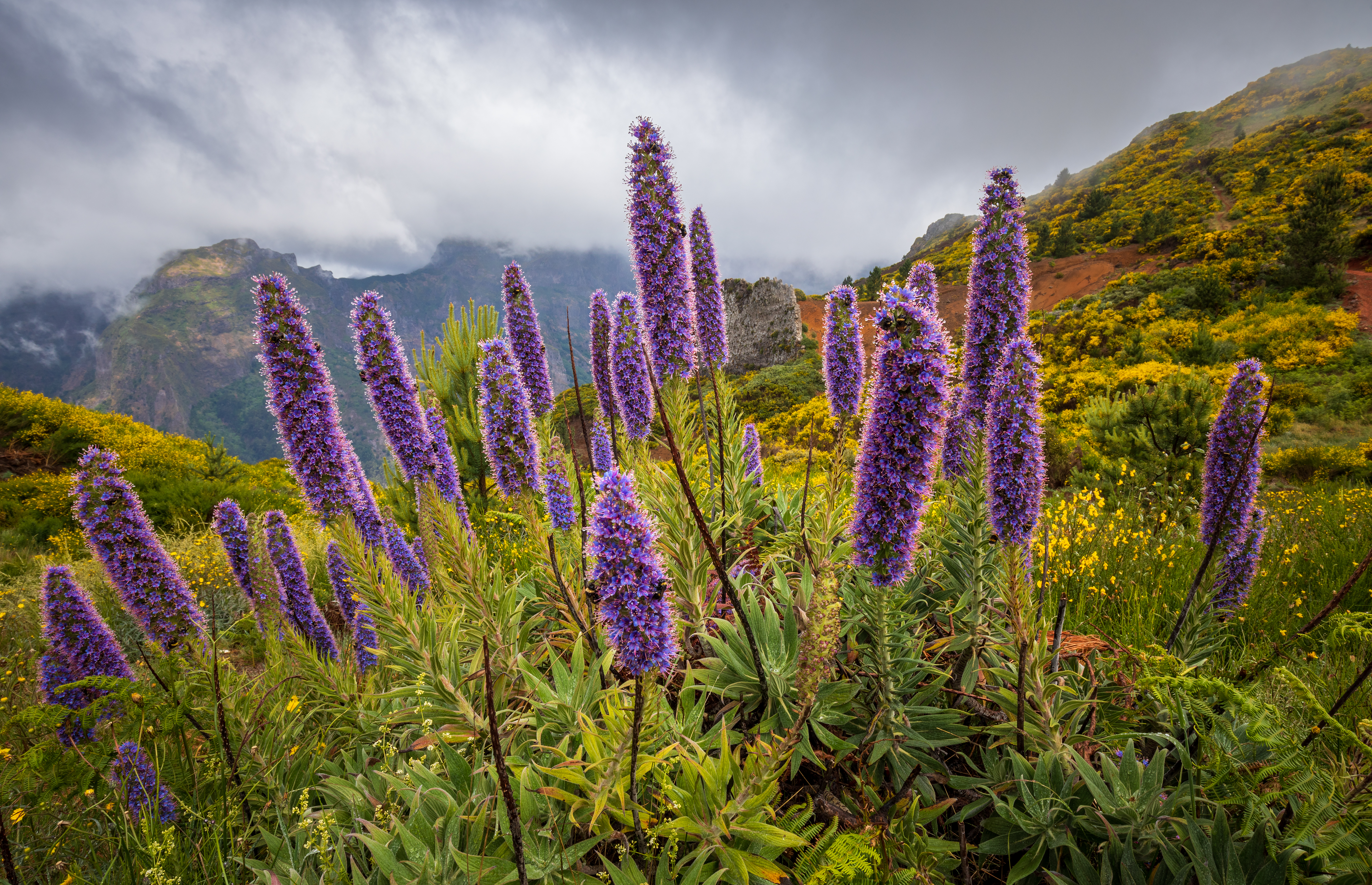
Echium candicans au Montado do Paredão à Curral des Freiras. Mai 2023.